# Генерација +
Генерација + (енгл. Generation; стилизовано Genera+ion) америчка је драмедијска телевизијска серија коју је премијерно приказивао HBO Max од 11. марта 2021. године, односно HBO Go у Србији. У септембру 2021. серија је отказана након једне сезоне.

## Радња
Генерација + је мрачна али разиграна серија која прати групу средњошколаца чије истраживање савремене сексуалности тестира дубоко укорењена веровања о животу, љубави и природи породице у њиховој конзервативној заједници.

## Улоге

### Главне
- Натанја Александар као Аријана
- Клои Ист као Наоми
- Нава Мау као Ана
- Лукита Максвел као Дилајла
- Хејли Санчез као Грета
- Јули Шлесинџер као Нејтан
- Нејтан Стјуарт Џарет као Сем
- Чејс Суи Вондерс као Рајли
- Џастис Смит као Честер
- Марта Плимптон као Меган

### Споредне
- Сем Трамел као Марк
- Ентони Кејван као Пабло
- Џ. Огаст Ричардс као Џо
- Џон Рос Боуи као Патрик
- Мери Бердсонг као госпођа Кулпепер
- Патрисија де Леон као Села
- Сидни Меј Дијаз као Џеј
- Алиша Копола као Карол
- Марван Салама као Бо
- Марисела Зумбадо као Лусија
- Дијего Јосеф као Дијего

- Теса Албертсон као Наталија
- Рејчел Стабингтон као Ејприл

## Епизоде
| Бр. еп. | Наслов | Редитељ                  | Сценариста                                                                              | Премијера                     |
| ------- | ------ | ------------------------ | --------------------------------------------------------------------------------------- | ----------------------------- |
| 1       |        | Данијел Барнз            | Зелда Барнз и Данијел Барнз                                                             | 11. март 2021. 11. март 2021. |
| 2       |        | Данијел Барнз            | Зелда Барнс и Данијел Барнз                                                             | 11. март 2021. 11. март 2021. |
| 3       |        | Данијел Барнз            | Зелда Барнз и Данијел Барнз                                                             | 11. март 2021. 11. март 2021. |
| 4       |        | Ченинг Годфри Пиплс      | Шар Вајт                                                                                | 18. март 2021. 18. март 2021. |
| 5       |        | Чиок Насор               | Лина Данам                                                                              | 18. март 2021. 18. март 2021. |
| 6       |        | Чиок Насор               | Макс Салтарели                                                                          | 25. март 2021. 25. март 2021. |
| 7       |        | Данијел Барнз            | Ели Вилсон Пелтон                                                                       | 25. март 2021. 25. март 2021. |
| 8       |        | Данијел Барнз            | Teleplay by : Зелда Барнз, Данијел Барнз и Кристина Нијевес Story by : Кристина Нијевес | 1. април 2021. 1. април 2021. |
| 9       |        | Каталина Агилар Мастрета | Зелда Барнз и Данијел Барнз                                                             | 17. јун 2021. 17. јун 2021.   |
| 10      |        | Каталина Агилар Мастрета | Кристина Нијевес                                                                        | 17. јун 2021. 17. јун 2021.   |
| 11      |        | Ендру Ан                 | Мишел Дениз Џексон                                                                      | 17. јун 2021. 17. јун 2021.   |
| 12      |        | Ендру Ан                 | Макс Салтарели                                                                          | 24. јун 2021. 24. јун 2021.   |
| 13      |        | Ану Валија               | Соно Пател                                                                              | 24. јун 2021. 24. јун 2021.   |
| 14      |        | Ану Валија               | Шар Вајт                                                                                | 1. јул 2021. 1. јул 2021.     |
| 15      |        | Данијел Барнз            | Соно Пател                                                                              | 1. јул 2021. 1. јул 2021.     |
| 16      |        | Данијел Барнз            | Зелда Барнз и Данијел Барнз                                                             | 8. јул 2021. 8. јул 2021.     |